# Czaczów
Czaczów (j. łemkowski Чачів) – wieś w Polsce położona w województwie małopolskim, w powiecie nowosądeckim, w gminie Łabowa.
W latach 1975–1998 miejscowość administracyjnie należała do województwa nowosądeckiego.

## Części wsi
Integralne części wsi Czaczów: Cempówka, Chorowskówka, Jarzębiakówka, Mirkówka, Niemcówka, Ormantówka, Pakoszówka, Patranówka, Piętkówka, Pietryniakówka, Południakówka, Rybówka, Sołtystwo, Ulkówka, Wróblówka

## Ochotnicza Straż Pożarna
Ochotnicza Straż Pożarna w Czaczowie została założona w 1994 roku i posiada samochód bojowy GLM Lublin który jest następcą poprzedniego wozu FSC Żuk.

## Demografia
Ludność według spisów powszechnych, w 2009 według PESEL.
| Rok    | 1900 | 1921 | 1931 | 2002 |
| Liczba | 46   | 46   | 58   | 88   |

| Zwierzęta | Konie | Bydło | Owce | Świnie |
| Liczba    | 25    | 245   | 32   | 68     |